# Identificació biomètrica
La identificació biomètrica o autenticació biomètrica és una tècnica per identificar individus mitjançant mesures biomètriques. Abans de l'ús de la biometria, la identificació de persones es feia mitjançant claus o targetes, o bé per PINs que la persona havia de posseir o memoritzar.
Per poder identificar una persona mitjançant un sistema de seguretat s'han de comparar les seves característiques amb una base de dades, per fer això s'extrauen uns punts biomètrics i es mesuren les distàncies entre ells per tal de reconèixer les característiques biomètriques de la persona a identificar. El reconeixement de persones per a sistemes de seguretat mitjançant càmeres s'ha convertit en aquests darrers anys una de les formes més comunes de reconeixement. Per poder arribar a fer una identificació exitosa s'hauria de tenir una base de dades amb moltes imatges de l'individu i anar-les comparant una a una, i aquestes amb totes les possibles identificacions. Això seria molt costós, és per això que es busquen les característiques biomètriques que diferencien a cada persona i es busquen uns punts per a poder fer la identificació.
L'objectiu d'un sistema de reconeixement és, generalment, el següent: donada una imatge d'una persona «desconeguda» i trobar una imatge de la mateixa persona en un conjunt d'imatges conegudes, o imatges d'entrenament. El gran repte tecnològic és realitzar aquest procés en temps real. El sistema reconeixerà les persones presents a imatges o vídeos automàticament. Pot operar en dues modes:
- Verificació o autentificació de persones: compara una imatge de la persona amb una altra imatge amb la persona de la que volem saber la identitat. El sistema confirmarà o rebutjarà la identitat. La qualitat del sistema es mesura amb dues taxes d'error: la de falsa acceptació (TFA) i fals rebuig (TFR).

- Identificació de persones: compara la imatge d'una persona desconeguda amb totes les imatges de persones conegudes que es troben a la base de dades per determinar la seva identitat.

## Paràmetres d'identificació biomètrica
La biometria és la ciència del mesurament de propietats físiques dels éssers vius. Té moltes aplicacions en la biologia. Entre molts d'altres, es poden utilitzar mesures biomètriques per a la identificació d'individus. Per això, es comparen les mesures biomètriques d'un moment donat amb mesures preses en una situació estandarditzada i controlada.
Una característica biomètrica és una característica biològica o de la conducta d'un individu que pot ser mesurada i distingida. Moltes d'aquestes característiques es poden mesurar amb el propòsit de reconeixement automàtic dels individus. Aquesta característica, capturada amb un dispositiu de captura adient, es pot comparar amb una representació de la mostra biomètrica.
Els dispositius extreuen dades que poden ser utilitzades per a la comparació amb una referència biomètrica. Exemple: les mesures característiques extretes d'una fotografia de la cara, com ara distància entre els ulls o el nas, la mida del cap, etc L'objectiu de l'extracció de característiques biomètriques és eliminar qualsevol informació supèrflua, que no contribueix al reconeixement. Això permet una comparació ràpida, una millora de rendiment biomètric, i pot tenir avantatges de privacitat.
| Descripció biomètrica               | Característiques                                                                     |
| ----------------------------------- | ------------------------------------------------------------------------------------ |
| Línies d'empremtes digitals del dit | L'estructura dels porus                                                              |
| Signatura (dinàmica)                | Escriure amb diferents tipus de pressió i a diferent velocitat                       |
| Distància geomètrica facial         | Diferència entre els trets determinats de la cara (ulls, nas, boca, orelles, etc...) |
| Iris                                | Patró del iris                                                                       |
| Retina                              | Forma del fons del ull                                                               |
| Forma geomètrica del cos            | Diferències entre les característiques específiques del cos                          |
| Mesura geomètrica de la mà          | Mesura i característiques de la mà, tant el palmell com els dits                     |
| Estructura de les venes             | Estructura de les venes de la mà tant de la part posterior o del palmell             |
| Oïda                                | Dimensions i forma de l'orella visible                                               |
| To                                  | To de veu o timbre                                                                   |
| ADN                                 | Codi de l'ADN                                                                        |
| Dinàmica_de_tecleig                 | Ritme de les pulsacions del teclat                                                   |

Per ser útil, un paràmetra ha de tenir unes qualitats essencials:
- Unicitat és grau de singularitat de les mostres biomètriques.
- Permanència mesura com la característica biomètrica suporta el pas del temps.
- Facilitat d'ús és el grau de facilitat d'adquisició d'una mostra biomètrica.
- Rendiment del sistema mesura el grau de precisió, velocitat de càlcul i robustesa del sistema.
- Acceptabilitat grau d'acceptació social de la tecnologia usada.
- Prevenció d'atacs facilitat d'ús fraudulent del sistema.

| Característica:        | Universalitat | Unicitat | Permanència | Facilitat d'ús | Rendiment | Acceptabilitat | Prevenció d'atacs* |
| ---------------------- | ------------- | -------- | ----------- | -------------- | --------- | -------------- | ------------------ |
| Cara                   | H             | L        | M           | H              | L         | H              | L                  |
| Empremtes dactilars    | M             | H        | H           | M              | H         | M              | H                  |
| Geometria de la mà     | M             | M        | M           | H              | M         | M              | M                  |
| Pulsacions de teclat   | L             | L        | L           | M              | L         | M              | M                  |
| Vènes de les mans      | M             | M        | M           | M              | M         | M              | H                  |
| Iris                   | H             | H        | H           | M              | H         | L              | H                  |
| Retina                 | H             | H        | M           | L              | H         | L              | H                  |
| Signatura              | L             | L        | L           | H              | L         | H              | L                  |
| Veu                    | M             | L        | L           | M              | L         | H              | L                  |
| Termografia facial     | H             | H        | L           | H              | M         | H              | H                  |
| Olor                   | H             | H        | H           | L              | L         | M              | L                  |
| ADN                    | H             | H        | H           | L              | H         | L              | L                  |
| Forma de caminar       | M             | L        | L           | H              | L         | H              | M                  |
| Reconeixement d'orella | M             | M        | H           | M              | M         | H              | M                  |

* - La prevenció d'atacs funciona amb els colors canviats, ja que és desitjable un valor baix de facilitat d'accés fraudulent

## Procés
Per poder reconèixer una persona per les seves característiques i punts biomètrics, en primer lloc el sistema passa per una fase d'aprenentatge d'aquestes, la persona s'ha d'immatricular al sistema. Aquesta inscripció (sovint anomenat amb l'argot anglès enrollment) Comprèn la creació d'un registre de dades d'immatriculació o codificació de les característiques biomètriques (punts biomètrics) de la persona a identificar. El registre de punts biomètriques d'immatriculació pot associar aquests punts únics a una persona particular.

### Funcionament del reconeixement biomètric
Als efectes del reconeixement, la persona a ser reconeguda presenta la seva característica biomètrica per al dispositiu de captura biomètrica, el que genera una mostra de reconeixement.

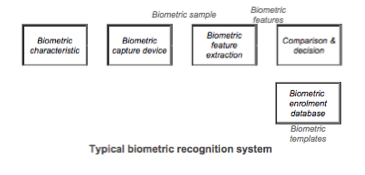
Procés de presa de decisió enfront d'una imatge rebuda

De la mostra s'extrauen els punts biomètrics, que es comparen amb una o diverses plantilles biomètriques a partir de la base de dades. A causa de la naturalesa estadística de mostres biomètriques en general no hi ha coincidència possible exacta, cal actualitzar i completar el registre en permanència.

### Punts i formes biomètrics per al reconeixement per càmera
Per fer la comparació i prendre una decisió el sistema necessita una forma o punts per comparar les distàncies amb la seva base de dades. Això ha de ser ràpid de calcular, concís per a emmagatzemar, representantment independent i eficient perquè coincideixi.

#### Cap
La forma del cap es basa en esfèriques harmòniques, la xarxa de cap humà s'assigna en una esfera i després es va expandir en les bases o els harmònics esfèrics. Per el cap, més concretament la cara, s'utilitza també les distàncies entre diferents punts, com la distància entre els ulls, la boca ....

#### Cos
Per al cos s'utilitzen diferents punts i es mesura la distància entre aquests, igual que amb el cap. La Anthropometry Landmarks, marca 67 punts, que van ser extrets de l'anàlisi d'una base de dades utilitzada per a crear aquest sistema. Aquests són punts per mesurar distàncies. Els punts de referència són claus per a identificar l'estructura articular de l'os i són adequats per segmentar el cos i produir segments de referència del cos i les articulacions.
Els punts plantegen separacions o fragmentacions del cos independents i de fàcil captura amb una càmera. Això s'aplica als punts connectats per un únic os gran. Per tant, formem un vector biomètrics de quinze distàncies, {\displaystyle \,d}, amb el canell fins al colze {\displaystyle \,P1}, {\displaystyle \,P2}, colze amb colze, maluc, etc la distància euclidiana {\displaystyle \,d=||Pi-Pj||} és invariant a través de diferents postures. Distàncies, com la barbeta del genoll s'eviten, s'intenta que siguin consecutives e invariants. Totes les mesures estan en mil·límetres (mm).

## L'error
Un sistema de visió artificial afegeix algun error en el mesurament dels punts de referència. Aquest error real és una funció complexa del sistema d'imatge, la imatge post-processament, i l'algoritme de càlcul 3D. Per simplificar, i evitar qualsevol anàlisi d'aquest procés, en lloc d'especificar un error equivalent en la posició dels punts de referència s'estudia l'efecte de l'error en el reconeixedor.

## Aplicacions
S'utilitza sovint per a reconèixer persones per a sistemes de seguretat. Des de mitjan dels anys 2010 es va introduir en la banca electrònica, a la recerca d'un sistema d'autentificació més fiable i més difícil per copiar per a persones malintencionades a les paraules clau, la signatura elèctrica i altres codis copiables.